# Kadzidło (województwo mazowieckie)

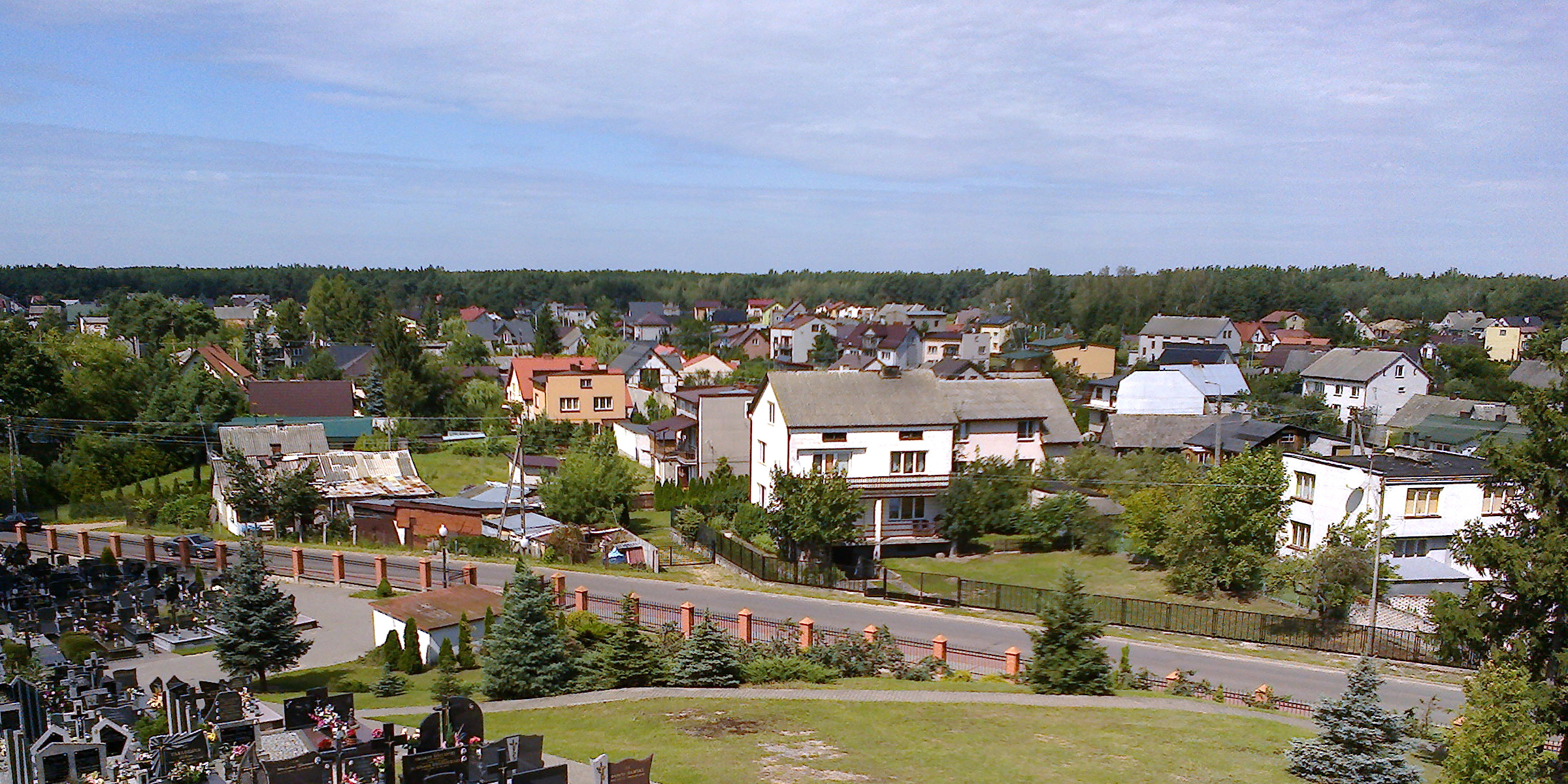
Kadzidło

Kadzidło (niem. Weihrauchstadt) – wieś sołecka kurpiowska w Polsce o charakterze zabudowy typu miejskiego położona w województwie mazowieckim, w powiecie ostrołęckim, w gminie Kadzidło. Leży przy drodze krajowej 53.
Miejscowość jest siedzibą gminy Kadzidło.

## Położenie
Kadzidło położone jest na Równinie Kurpiowskiej, w sercu Puszczy Zielonej, rozciągającej się w północno-wschodniej części Niziny Mazowieckiej, nad Narwią i jej dopływami (Szkwa, Rozoga), na lewym brzegu Piasecznicy. Rozoga przepływa ok. 3 km na północny zachód od Kadzidła.

### Podział administracyjny
| SIMC    | Nazwa      | Rodzaj    |
| ------- | ---------- | --------- |
| 0511203 | Podgatka   | część wsi |
| 0511210 | Podtatarze | część wsi |
| 0511226 | Szwed      | część wsi |
| 0511232 | Zytocha    | część wsi |

## Historia
Nie wiadomo dokładnie, w którym roku Kadzidło powstało, niemniej jednak w aktach bartnych z lat 1673–1683 miejscowość ta już występowała, co wskazywałoby, iż powstała na skutek wielkiego ruchu kolonizacyjnego, jaki miał miejsce po potopie szwedzkim na terenie całej Puszczy Zielonej. Przed 1710 roku w osadzie Kadzidło wzniesiono prowizoryczną, drewnianą kaplicę św. Onufrego. Oficjalnie za rok powstanie Kadzidła podaje się rok 1740, w którym to starosta ostrołęcki Jan Małachowski wybudował pierwszy drewniany kościół. Pierwszym proboszczem został ks. Idzi Długołęcki.
W 1829 Kadzidło liczyło 91 dymów (domostw) z 515 mieszkańcami. Przed 1882 zanotowano 116 domostw.
W roku 1886 ks. proboszcz Konstanty Rejchel rozpoczął budowę obecnego kościoła w Kadzidle. W 1887 roku dzięki staraniu Krasińskich powstała fabryczka guzików wytwarzanych z rogu, kości i masy perłowej. Innym źródłem dochodów, poza rolnictwem, było rozpowszechnione wówczas na dużą skalę rękodzielnictwo tkackie.
Od końca XIX wieku w Kadzidle działał sąd, obejmujący region wraz z Myszyńcem. Na przełomie XIX i XX wieku miało miejsce liczne osadnictwo żydowskie. W listopadzie 1905 w Kadzidle odbyła się demonstracja z żądaniem wprowadzenia języka polskiego do administracji, a w 1907 w ramach strajków leśnych
Według Powszechnego Spisu Ludności z 1921 roku wieś zamieszkiwało 915 osób, 778 było wyznania rzymskokatolickiego, 3 mariawickiego a 133 mojżeszowego. Jednocześnie 781 mieszkańców zadeklarowało polską przynależność narodową, 133 żydowską, a 1 rosyjską. Było tu 141 budynków mieszkalnych. Miejscowość należała do miejscowej parafii rzymskokatolickiej. Podlegała pod Sąd Grodzki w Myszyńcu i Okręgowy w Łomży. Mieścił się tu urząd pocztowy, obsługujący całą ówczesną gminę.
Podczas agresji niemieckiej między 1 a 3 września 1939 roku wieś była areną walk z najeźdźcą. 2 września 1939 roku 1 Brygada Kawalerii 3 Armii Wehrmachtu toczyła walki o Kadzidło. W prywatnym dzienniku wojennym pierwszego oficera Sztabu Generalnego można znaleźć następujące wzmianki: „Wielu żołnierzy ukryło się w domach i teraz strzela z tyłu” oraz, że „[miejscowość] została podpalona z wściekłości za tę zdradzieckość”. Tego typu założenia wynikały z faktu, że Niemcy jeszcze przed zaatakowaniem Polski byli przekonani, że ludność cywilna będzie brała aktywny udział w walkach.
Po wycofaniu się wojsk polskich wieś znalazła się pod okupacją niemiecką. W okresie od września 1939 do stycznia 1945 wchodziła w skład Landkreis Scharfenwiese, rejencji ciechanowskiej Prus Wschodnich III Rzeszy.
Podczas okupacji działały w tych okolicach jednostki partyzanckie AK. Kadzidło bardzo ucierpiało w wyniku działań wojennych. Również po wojnie w okolicach Kadzidła działały oddziały przeciwko władzy komunistycznej. W roku 1945 te oddziały zaatakowały posterunek milicji w Kadzidle.
Po wojnie następował proces odbudowy kultury kurpiowskiej. Bardzo ważną w tym rolę odegrał ówczesny proboszcz parafii Kadzidło, ks. Mieczysław Mieszko.
Od czasów ks. Mieszki, Kadzidło znacząco się zmieniło, w bardzo szybkim tempie następował proces rozwoju, oddano do użytku kilka nowych instytucji, m.in. nowy budynek urzędu gminy z filią PKO BP, Zespół Szkół Powiatowych, ośrodek zdrowia. Rozpoczęto również budowę sieci kanalizacyjnej z oczyszczalnią ścieków.

### Nazwa
Według lokalnej tradycji nazwa wsi Kadzidło związana jest z wydobywanym i obrabianym kiedyś bursztynem, który w drobnych kawałkach był mieszany z jałowcem i stosowany jako kadzidło w kościołach. Jest to jednak tylko część historii pochodzenia nazwy wsi. Związana ona jest z wydobywaniem i obrabianiem bursztynu, ale nie pochodzi od stosowania go w kościołach jako kadzidła. Dawni Kurpie nie pozbywali się opiłków pozostałych z obróbki bursztynu, ale wrzucali je do wieczornego ogniska, przy którym spędzali czas. Z opiłków wydobywał się dym o specyficznym zapachu. Z tego powodu nazywano ich „kadzidlakami”.

## Demografia
Kadzidło jest największą miejscowością w powiecie pod względem liczby mieszkańców.
Liczba ludności kształtowała się następująco na przestrzeni lat:
- 1827 – 515 mieszkańców[6]
- 1921 – 915 mieszkańców[14]
- 2020 – 4279 mieszkańców[19]
- 2021 – 4293 mieszkańców[20]

## Polityka
Do 10 grudnia 1931 roku Kadzidło należało do gminy Dylewo, po czym gmina została przemianowana na gminę Kadzidło. W latach 1975–1998 miejscowość administracyjnie należała do województwa ostrołęckiego.

### Współpraca międzynarodowa
- Soleczniki

## Gospodarka

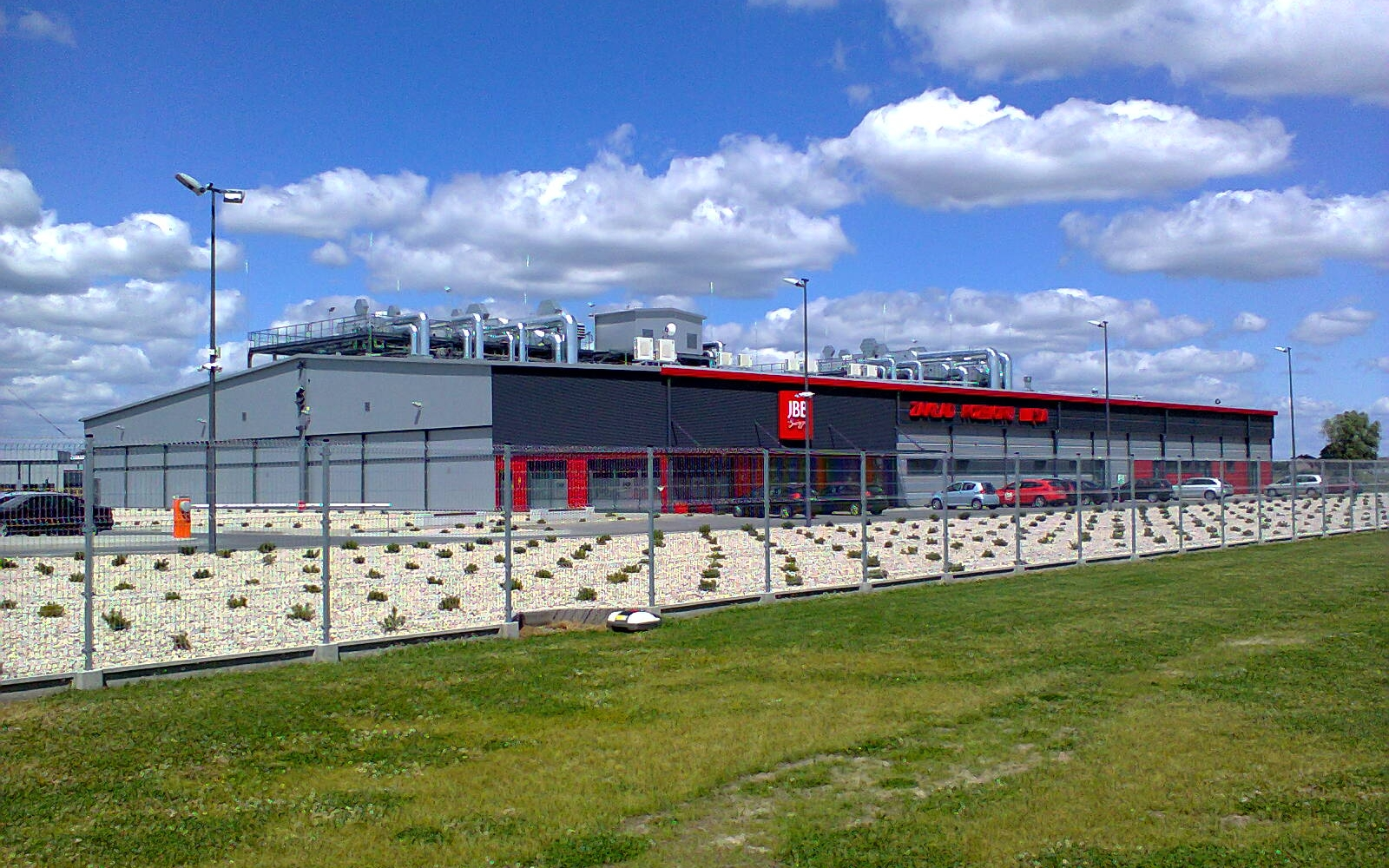
JBB – zakład rozbioru mięsa w Kadzidle

Kadzidło leży w regionie rolniczym, mimo to większość ludności żyje z pracy poza rolnictwem, znajdując zatrudnienie w instytucjach administracyjnych, zakładach usługowych, przemyśle i rzemiośle.
Niegdyś w miejscowości działała założona w 1887 fabryka guzików, a ważną rolę pełniło również rękodzielnictwo tkackie. W 1911-1915 powstały m.in. orkiestra dęta (1911), Ochotnicza Straż Pożarna (1912), mleczarnia Stowarzyszenia Spożywczego „Puszczanka” (1913-1914), kasa pożyczkowa oraz kółko rolnicze.
W Kadzidle swoje oddziały mają następujące banki:
- Bank spółdzielczy;
- Bank Pocztowy S.A.;
- PKO BP SA.
- Bank Pekao SA.

## Transport
Kadzidło leży przy skrzyżowaniu drogi krajowej nr 53 z lokalnymi drogami. Szosę z Ostrołęki do Myszyńca wybudowali Niemcy dopiero w okresie I wojny światowej, wcześniej miejscowość miała dostęp tylko do piaszczystej, miejscowo utwardzonej drogi.
W latach 1915–1973 funkcjonowała stacja kolejowa Kadzidło na linii kolei wąskotorowej Myszyniec – Grabowo Wąskotorowe.

## Architektura
Z czasem zatarł się typowy obraz kurpiowskiej wsi. Oprócz obiektów muzealnych nie ma już chat kurpiowskich zdobionych wycinankami.

### Układ urbanistyczny
W układzie urbanistycznym zwracają uwagę m.in. cmentarze:

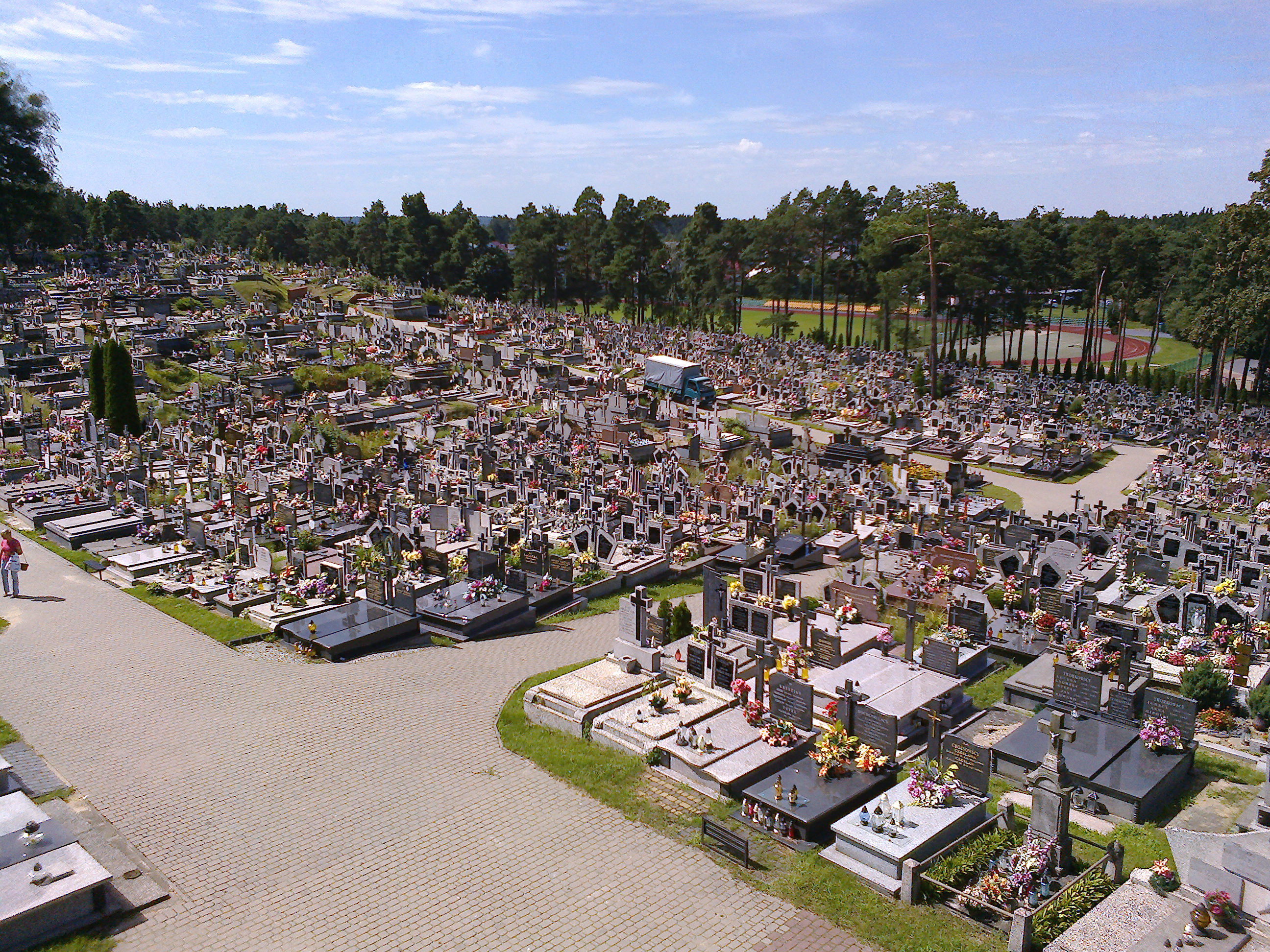
Cmentarz w Kadzidle

- Cmentarz parafialny – został założony w roku 1775[9]. Zajmuje powierzchnię ok. 3,1 ha.
- Cmentarz dla chorych na grypę hiszpankę[9] – w pobliżu nieistniejącej dyskoteki Proton znajdował się cmentarz, na którym chowano w okresie międzywojennym ludzi zmarłych w czasie epidemii grypy hiszpanki.
- Cmentarz dla chorych na cholerę[9] – tuż przy szkole podstawowej, na tzw. górkach za kaplicą Dylewską był kiedyś cmentarz, na którym grzebano ludzi zmarłych na cholerę. Jeszcze niedawno w czasie budowy jednego z budynków mieszkalnych oraz w czasie wybierania piasku służącego do celów budowlanych znajdywano tam ludzkie szczątki. Miejsce to leży najbliżej obecnie funkcjonującego cmentarza.
- Cmentarz szwedzki – w okolicach oczyszczalni znajduje się cmentarz żołnierzy szwedzkich, którzy w roku 1708 przy drodze do Jeglijowca zostali wciągnięci w zasadzkę na bagnach[9]. Stąd też ta dzielnica Kadzidła wzięła nazwę Szwed.

### Zabytki
Do rejestru zabytków Narodowego Instytutu Dziedzictwa są wpisane:
- murowano-metalowe ogrodzenie kościoła z końca XIX, wpis z 2019 roku[22]
- kaplica Matki Boskiej wraz z murem oporowym i schodami z 1957 roku[22]
- cmentarz rzymskokatolicki[22]
- kaplica cmentarna pw. św. Józefa wraz z mauzoleum z lat 1949–1951 (wpis do rejestru w 2022 roku), poświęcona walczącym o wolność Ojczyzny[22][8]
- neobarokowy kościół pw. Ducha Świętego z 1886[8] wraz z otoczeniem[22]

#### Kościoły w Kadzidle

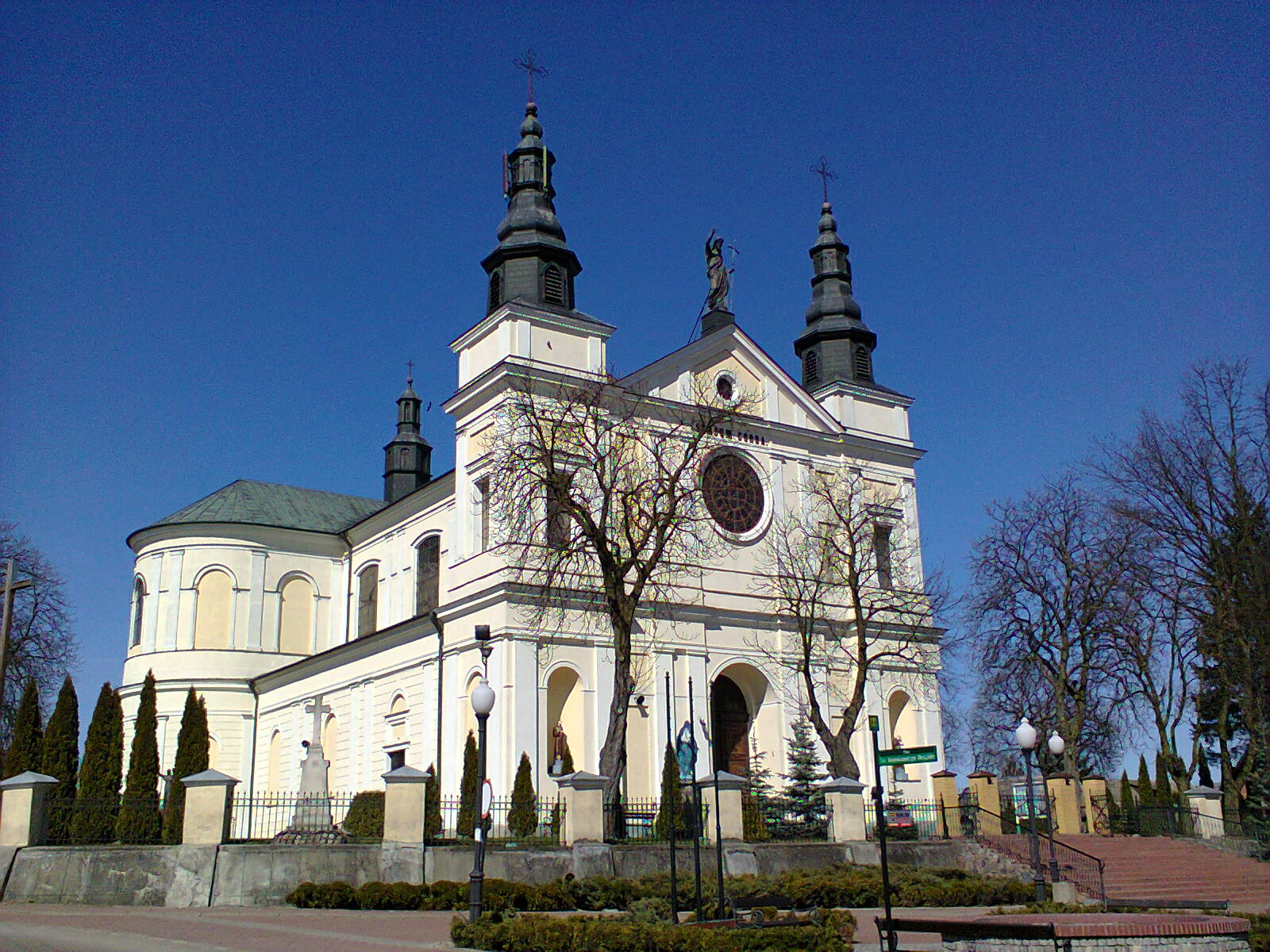
Kościół parafialny pw. Świętego Ducha w Kadzidle

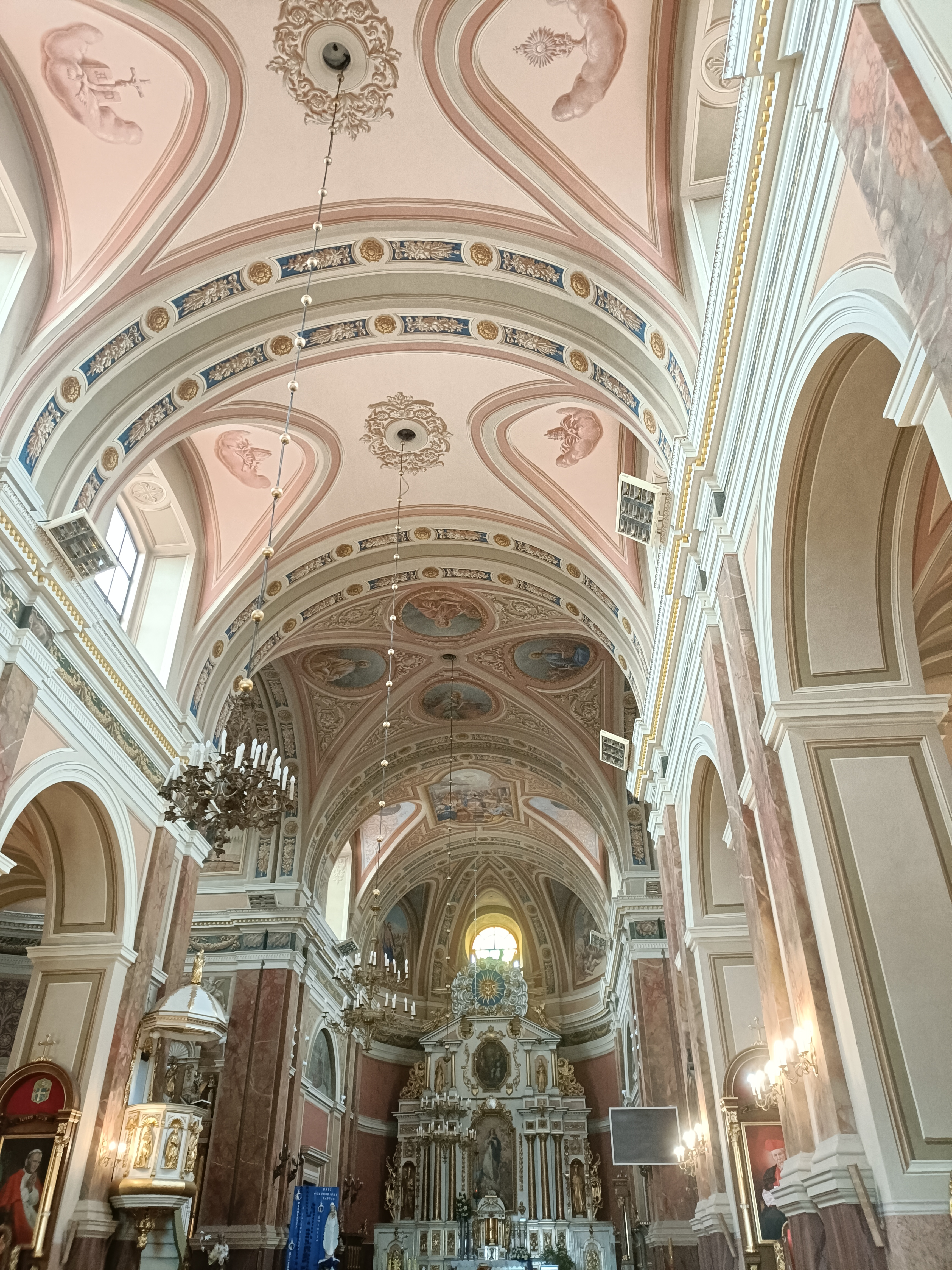
Wnętrze kościoła

Drewniana kaplica św. Onufrego istniała w Kadzidle już przed 1710 rokiem. Jako przeciwwagę do jezuitów z pobliskiego Myszyńca, którzy bardzo często nadużywali swoich kompetencji Jan Małachowski ufundował w Kadzidle drewniany kościół w 1740 roku. W 1780 roku syn starosty, Antoni Małachowski, ufundował kolejny kościół.
Budowę obecnego kościoła rozpoczęto około 1881 roku. Budynek posiada elementy stylu renesansowego, między innymi główny ołtarz z II połowy XVII wieku przeniesiony z bazyliki kodeńskiej. Charakterystycznym elementem są dwie kropielnice z muszli morskich, znajdujące się po obu stronach wejścia. W 1872 r. z parafii Zuzela przyszedł nowy proboszcz – ks. kan. Konstanty Rejchel, który budował w latach 1881–1886 nową, murowaną świątynię, stojącą do dziś. Kościół drewniany przeniesiono wówczas do Dąbrówki. W latach 1900–1919 ks. Michał Turowski malował kościół i sprawił spiżowe dzwony. Zakupił też duży obraz Matki Bożej Częstochowskiej do głównego ołtarza. W 1915 r. dwie wieże (od frontu) zostały zniszczone, a dzwony zrabowane. W latach 1919–1934 ks. Miechnikowski odbudował zburzone wieże, a ks. prob. Klemens Kubiński sprawił nowe dzwony, które w czasie ostatniej wojny zrabowali Niemcy.
Nowe wieże (zachowane do dziś) nie wyglądają tak samo jak te pierwsze, oryginalne. Obecne są niższe (o czym świadczą zachowane zdjęcia kościoła sprzed 1915 r.).
W miejscu, gdzie współcześnie znajduje się rozeta umieszczona kiedyś była we wnęce nad głównymi drzwiami rzeźba. Przebudowa frontonu kościoła była związana prawdopodobnie ze zbyt dużym ciężarem rzeźby, co sprawiało, że próg nad głównymi drzwiami mógł pękać.
Parafia Kadzidło przez 6 lat wojny była bez opieki duszpasterskiej. Franciszek Zadrożny z Kierzka uzyskał pozwolenie na otwieranie kościoła w niedzielę. Zbierał wiernych i przewodniczył w nabożeństwach. Przez 6 lat wojny w kościele składowano siano, słomę, zboże, jednak naczynia liturgiczne pozostały nietknięte. Natomiast w czasie frontu po przepędzeniu Niemców żołnierze z Armii Czerwonej spustoszyli cały kościół, zostawili tylko 19 burs i manipularzy i parę porwanych ornatów bez podszewek.

## Kultura
Kadzidło stanowi znaczący ośrodek regionalnej sztuki na Kurpiach
Gmina Kadzidło jest uczestnikiem polsko-litewskiej współpracy regionalnej.
Za organizację życia kulturalnego Kadzidła odpowiada przede wszystkim Centrum Kultury Kurpiowskiej, w którego skład wchodzą:
- Zespół Folklorystyczny „Kurpianka – Cepelia”, powstały w 1953 roku[8] – organizuje m.in. imprezy folklorystyczne, koncerty krajowe i zagraniczne. Jako jeden z pierwszych tego typu zespołów jest zdobywcą prestiżowej nagrody im. Oskara Kolberga. Zespół „Kurpianka” składa się z trzech grup wiekowych, które koncertują oddzielnie bądź w programach łączonych. Jest współorganizatorem Międzynarodowego Festiwalu Folklorystycznego „Wesele Kurpiowskie”.
- Galeria Kurpiowska[9] – prowadzi działalność wystawienniczą.
- Biblioteka Publiczna im. Wojciecha Woźniaka[9] – prowadzi zajęcia plastyczne, malarskie, fotograficzne.

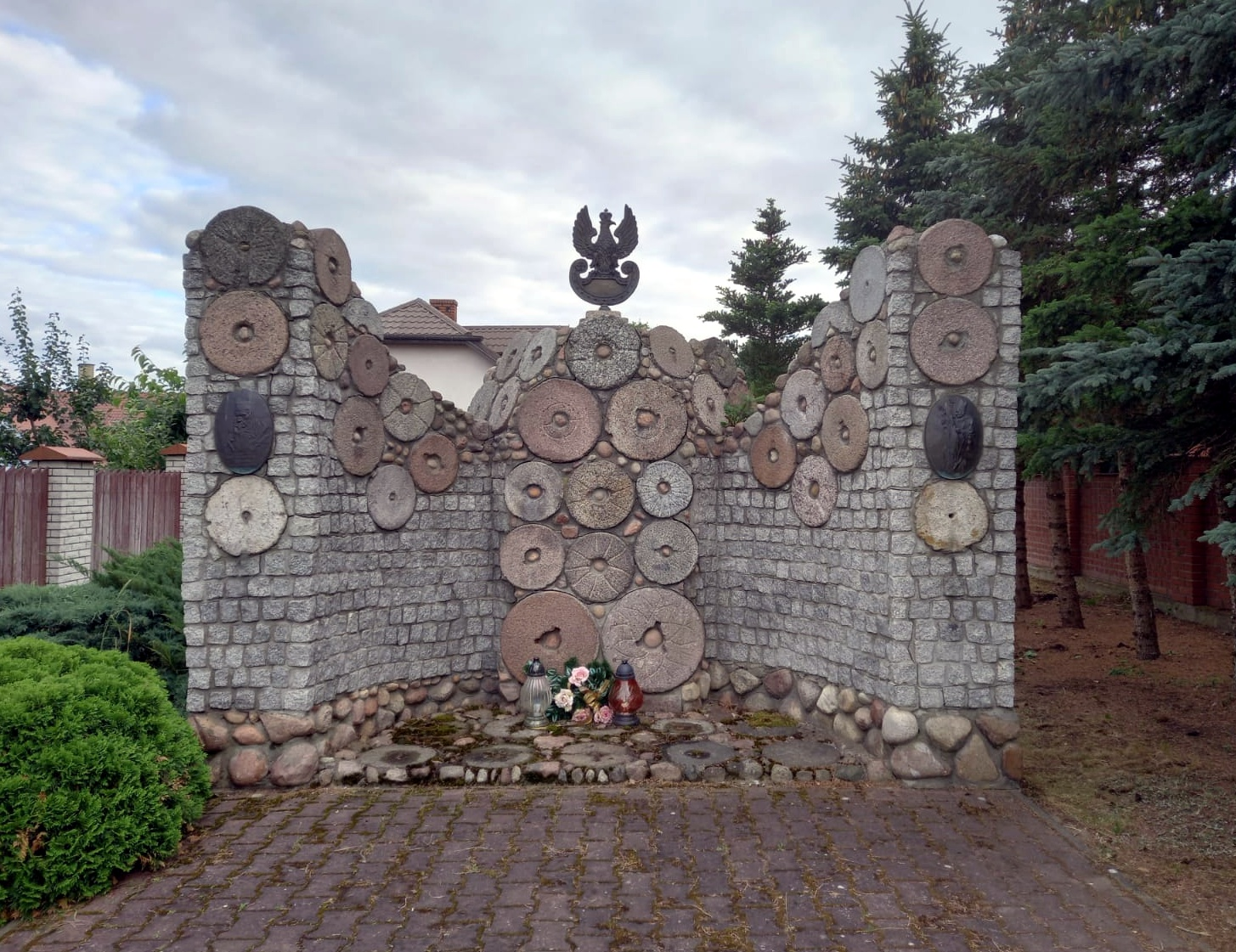
Pomnik w Kadzidle

W miejscowości znajduje się także założony w 1991 roku skansen Zagroda Kurpiowska, częściowo zniszczona wskutek podpalenia w 2015 roku.

### Imprezy kulturalne

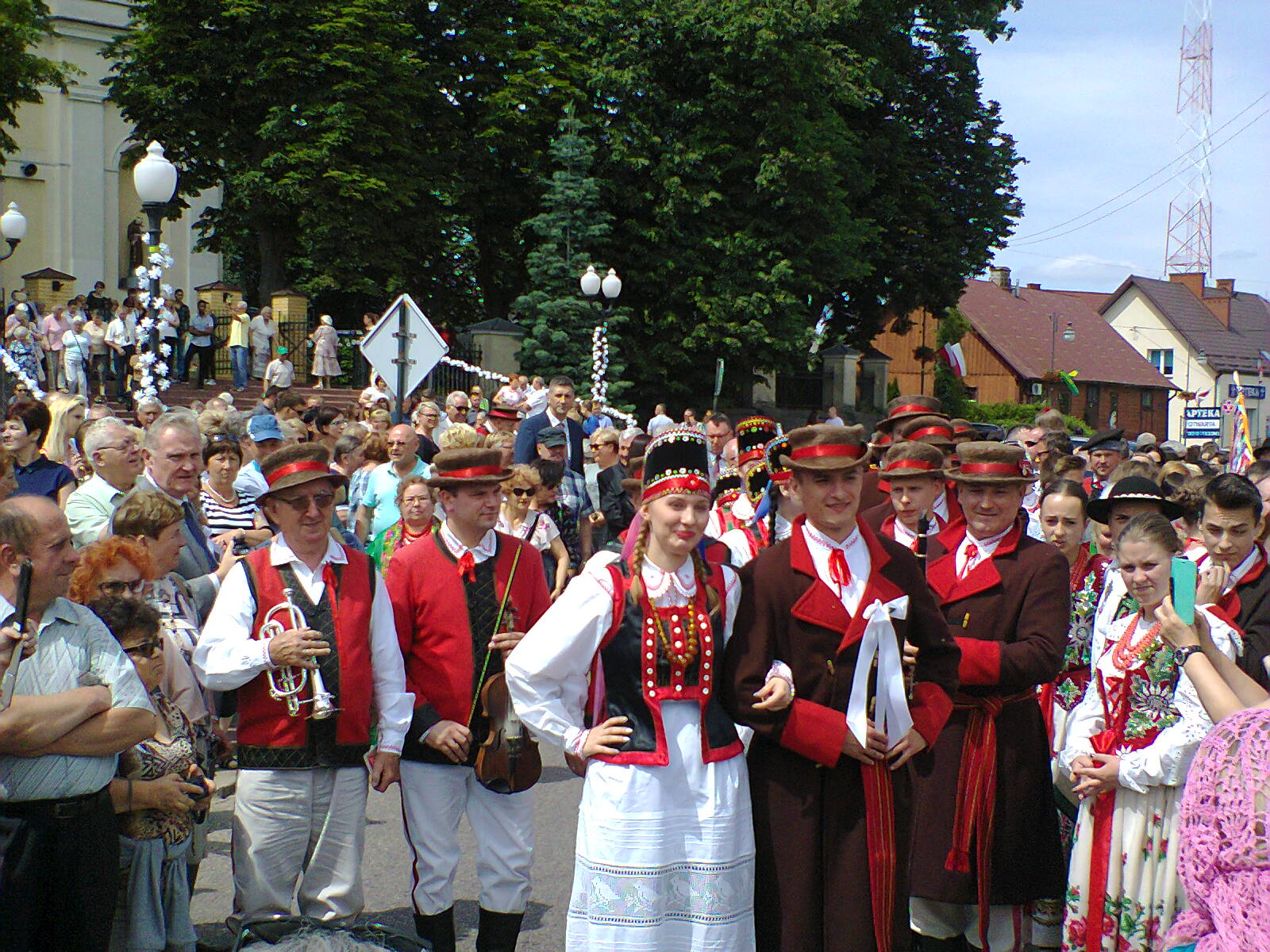
Wesele Kurpiowskie w Kadzidle – 18 czerwca 2017

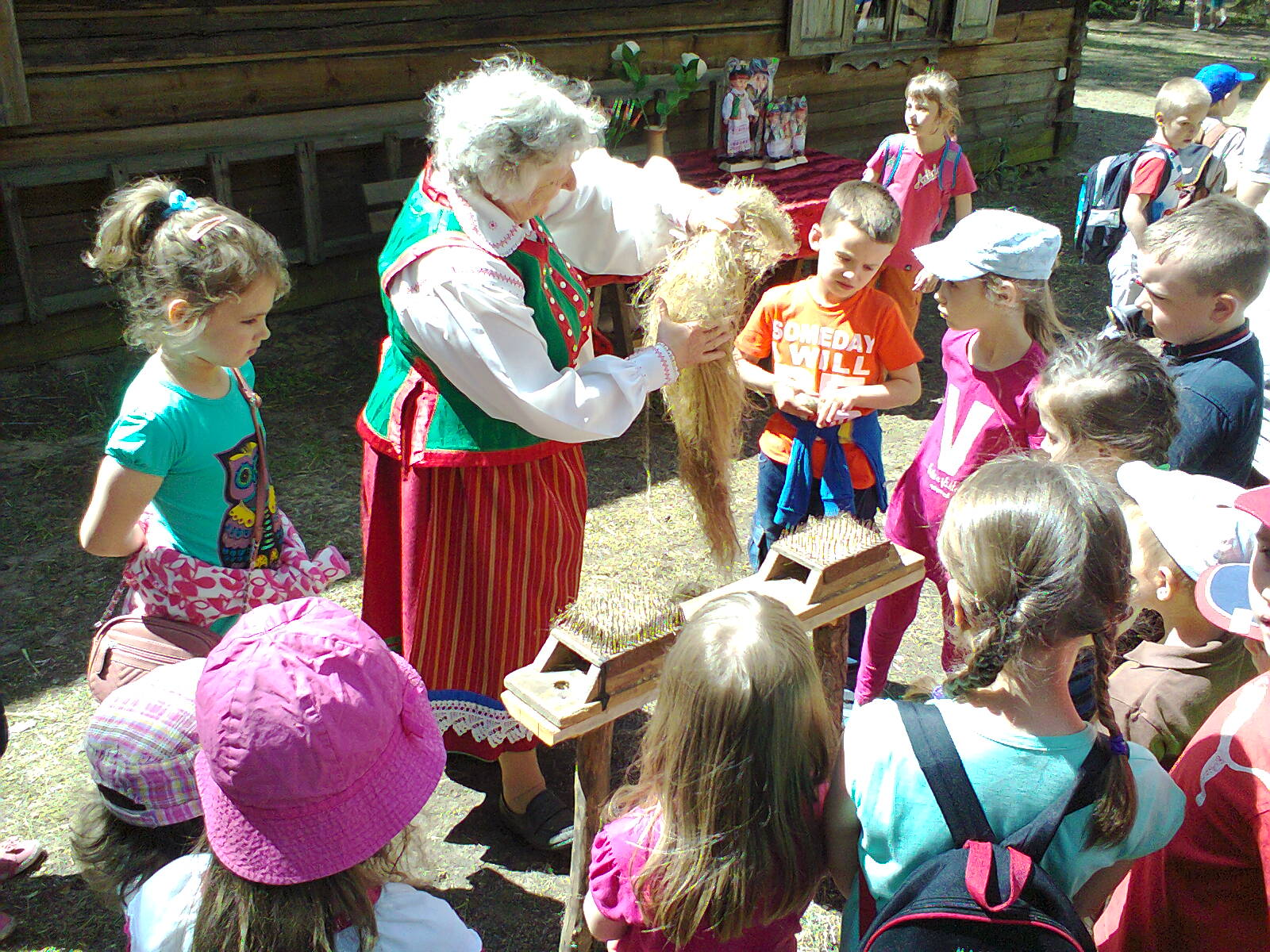
Jeden z pokazów odbywający się w ramach 15 warsztatów etnograficznych „Ginące Zawody” w Zagrodzie Kurpiowskiej w Kadzidle – 3 czerwca 2015

Co roku na terenie Kadzidła odbywa się wiele imprez kulturalno-rozrywkowych. Najstarszą i największą z nich jest znany w Polsce, a także za granicą Międzynarodowy Festiwal Folklorystyczny „Wesele Kurpiowskie”. Początkowo mała, lokalna impreza prezentująca tylko kurpiowskie zwyczaje weselne z biegiem lat przerodziła się w Ogólnopolski Festiwal Obrzędów Weselnych. Do Kadzidła ściągały zespoły ludowe z całej polski. Rozmach Wesela Kurpiowskiego spowodował, by zapraszać gości także z zagranicy prezentujących swoje ludowe tańce i pieśni. Dzięki temu pomysłowi do Kadzidła zawitały zespoły z takich krajów jak: Turcja, Grecja, Macedonia, Węgry, Serbia, Czarnogóra, Ukraina, Białoruś, Chorwacja, Litwa, a nawet odległa Indonezja. Wesele Kurpiowskie to nie tylko Zespoły ludowe, to także koncerty gwiazd polskiej estrady. Do tej pory Kadzidło miało okazję gościć takie zespoły jak: T-Love, Stan Borys, Czerwone Gitary, Lady Pank, Kora, Szwagierkolaska, Brathanki, Lemon. Teraz Wesele Kurpiowskie przyciąga co roku tysiące turystów i stało się jedną z największych tego typu imprez w Polsce.
Corocznie organizuje się także imprezy:
- Śladami Kurpiów
- Ginące zawody
- Rajby na Kurpiach
- Niedziela Kadzidlańska

## Religia
Miejscowy kościół jest siedzibą parafii pod wezwaniem Ducha Świętego. W strukturze kościoła rzymskokatolickiego parafia należy do metropolii białostockiej, diecezji łomżyńskiej, dekanatu Kadzidło.

## Sport i rekreacja
Na terenie Kadzidła znajdują się dwie hale sportowe:
- hala gminna przy ulicy Kościuszki
- hala należąca do ZSP Kadzidło przy ulicy Słonecznej

oraz
- strzelnica należąca do ZSP Kadzidło przy ulicy Słonecznej
- „Orlik”
- stadion piłkarski z tartanową bieżnią (400 m)
- boiska wielofunkcyjne przy Publicznym Gimnazjum oraz przy obiekcie sportowym „Orlik”
- siłownia pod chmurką zlokalizowana przy obiekcie sportowym „Orlik”